# 長田麻衣子
長田 麻衣子（おさだ まいこ、1975年〈昭和50年〉2月26日 - ）は、元仙台放送アナウンサー、NBCラジオ佐賀パーソナリティ。

## 略歴・人物
東京都世田谷区出身。日本女子大学人間社会学部卒業。
1998年仙台放送に入社。同期に林佳緒里アナがいる。2001年、サガテレビアナウンサーだった村岡格（2015年死別）と結婚し仙台放送を退社、現在は1児の母で、また、佐賀県を中心としたローカルタレント・フリーアナウンサーとして活動を開始した。
趣味は安値ワイン飲み比べ、帽子収集、カフェ巡り、温泉など。

## 過去の担当番組
仙台放送時代
- おはよう天気[2]
- めざましテレビ[2]
- MiMiよりマーケット[2]
- Hello!住マイル[2]
- 凛![2]
- FNN仙台放送スーパーニュースWEEKENDほか

ラジオ佐賀
- おはこんラジオ金曜「ヒーマンMaiお騒がせ!」